# شخدبية
شُخْدُبية (الاسم العلمي: Chrysidinae)، فُصيلة حشرات من غشائيات الأجنحة وفصيلة الشخادب. تضم حوالي 3000 نوع في 48 جنسًا ضمن أربع قبائل مُنتشرة في جميع أنحاء العالم. متوسطة الحجم أو صغيرة. أثوابها زاهية الألوان اللامعة المواج.